# Gertrud Bindernagel
Gertrud Agnes Therese Bindernagel (* 11. Januar 1894 in Magdeburg-Buckau; † 3. November 1932 in Berlin-Charlottenburg) war eine deutsche Opernsängerin (Sopran).

## Leben
Ihre Eltern waren der Maschinist Friedrich Wilhelm Bindernagel (* 1868) und Maria Rosalie Bindernagel, geb. Mö(h)ring (* 1870). Nach einem Studium am Konservatorium von Magdeburg wurde sie 17-jährig Volontärin am Stadttheater Magdeburg. Von 1911 bis 1916 erhielt sie an der Berliner Hochschule für Musik eine weitere Ausbildung bei der Sopranistin Ida Hiedler sowie bei Ernst Grenzebach. Von 1916 bis 1917 sang sie am Opernhaus von Breslau und von 1918 bis 1920 am Stadttheater Regensburg. 1921 erhielt sie ein Engagement an der Staatsoper Unter den Linden, der sie bis 1927 angehörte.
Sie erwarb sich besonders als Wagner-Sängerin Ansehen und trat bei Gastspielen in Barcelona, Madrid, Antwerpen, München, Hamburg und Mannheim auf. Von 1927 bis 1931 gehörte sie zum Ensemble des Nationaltheaters Mannheim. 1926, 1927, 1931 und 1932 sang sie bei den Festspielen von Zoppot. 1930 gastierte sie an der Wiener Staatsoper als Feldmarschallin im Rosenkavalier. 1931 wurde sie Mitglied der Städtischen Oper Berlin, an der sie bereits seit 1927 häufig aufgetreten war.
Wichtige Partien Bindernagels waren Lady Macbeth in Macbeth, Isolde in Tristan und Isolde, Elisabeth und Venus in Tannhäuser, Ortrud in Lohengrin, Leonore in Fidelio, Donna Anna in Don Giovanni,  Martha in Tiefland, Marschallin in Der Rosenkavalier, Ariadne in Ariadne auf Naxos, Gräfin in Figaros Hochzeit, die Titelfigur in Aida, Amelia in Ein Maskenball, Santuzza in Cavalleria rusticana, die Tosca in Tosca, Fata Morgana in Die Liebe zu den drei Orangen und die Els in Der Schatzgräber.
Am 23. Oktober 1932 hatte Bindernagel ihren letzten Auftritt, als sie in einer sonntäglichen Aufführung des Siegfried in der Städtischen Oper Berlin die Brünnhilde sang. Als sie das Opernhaus verlassen wollte, sah sie sich plötzlich von ihrem zweiten Ehemann konfrontiert, dem verschuldeten, ehemaligen Bankier Wilhelm Hintze (* 1879, Potsdam), von dem sie seit einigen Tagen getrennt lebte und gegen den sie eine Scheidungsklage eingereicht hatte. Nach einem kurzen Wortwechsel, bei dem es um den Verbleib der gemeinsamen achtjährigen Tochter Erika ging, zog Hintze einen Revolver aus der Tasche, schoss seine Gattin nieder und flüchtete anschließend, konnte aber bald gestellt werden. Die Sängerin wurde mit schweren inneren Verletzungen ins Krankenhaus Westend eingeliefert. Der Anschlag auf Bindernagels Leben erregte in Deutschland großes Aufsehen.
Nachdem die Ärzte bereits deutliche Fortschritte bei ihrer Heilung konstatiert hatten, starb Bindernagel plötzlich am 3. November 1932 im Krankenhaus Westend, nachdem es zu einer Lungenembolie gekommen war. Sie wurde nur 38 Jahre alt. Die Beisetzung fand auf dem Friedhof Heerstraße statt. Das Grab von Gertrud Bindernagel ist nicht erhalten.
Hintze wurde im März 1933 zu 12 Jahren Zuchthaus verurteilt.
Ihre Schwester Alice Bindernagel (* 6. Januar 1907, Magdeburg) wurde ebenfalls Sängerin und Schauspielerin. 1933 spielte sie eine Nebenrolle in dem Film Die Blume von Hawaii. Bis in die 1960er Jahre wirkte sie als Gesangslehrerin in Düsseldorf.

## Schallplatten
Erste Aufnahmen für das Label Anker (1921, ein Duett aus Faust), 1922 folgten Parlophon (Arien aus Aida) und Vox (Aida, Figaros Hochzeit, Faust), 1923 nochmals Vox (Don Carlos, Hans Heiling). 1924 sang Bindernagel das Sopran-Solo in der ersten Gesamtaufnahme der 2. Sinfonie von Mahler unter Oskar Fried auf Grammophon. Letzte Aufnahmen erfolgten 1932 für Telefunken (Oberon, Tristan und Isolde). Alle Schallplatten entstanden in Berlin.
2010 wurden sämtliche Opernaufnahmen auf einer CD der Frida-Leider-Gesellschaft wiederveröffentlicht.